# Northborough, Cambridgeshire
Northborough är en ort och en civil parish i Cambridgeshire i Storbritannien. Den ligger i kommunen City of Peterborough i riksdelen England, i den sydöstra delen av landet, 130 km norr om huvudstaden London. Orten ligger 7 meter över havet och har 1 318 invånare.
Terrängen runt Northborough är platt. Runt Northborough är det tätbefolkat, med 427 invånare per kvadratkilometer. Närmaste större samhälle är Peterborough, 10,0 km söder om Northborough. Trakten runt Northborough består till största delen av jordbruksmark.